# Padozel
Le Padozel est une petite rivière française qui coule dans le département des Vosges, en région Grand Est. C'est un affluent de la Mortagne en rive gauche, donc un sous-affluent du Rhin par la Mortagne, la Meurthe puis la Moselle.

## Géographie
La longueur de son cours d'eau est de 12,6 km.
Le Padozel nait sur le territoire de la commune de Padoux, à 343 m d'altitude. Peu après sa naissance, la rivière adopte la direction du nord-est d'abord puis rapidement du nord, direction qu'elle maintiendra globalement jusqu'à son confluent avec la Mortagne, lequel a lieu en rive gauche, au niveau de la commune de Rambervillers, à 273 m d'altitude.

### Communes traversées
Le Padozel baigne successivement les communes de Padoux, Bult, Vomécourt et Rambervillers, toutes situées dans le département des Vosges.
Entre Vomécourt et Rambervillers, il passe à proximité du château de Bouzillon.

### Bassin versant
Le Padozel traverse une seule zone hydrographique Le Padozel (A666) de 48 km2 de superficie. Ce bassin versant est constitué à 53,62 % de « forêts et milieux semi-naturels », à 42,88 % de « territoires agricoles », à 3,58 % de « territoires artificialisés ». 

## Affluents
le Padozel a quatre affluents référencés :
- le ruisseau le Pinson,
- le ruisseau la Padaine, avec un affluent :
  - le ruisseau la Claire,
- le ruisseau le Ponsrupt,
- le  ruisseau des Roses,

Donc son rang de Strahler est de trois.

## Hydrologie

### Le Padozel à Rambervillers
Le module du Padozel, au confluent de la Mortagne vaut 0,45 m3/s pour un bassin versant de 47,8 km2. 

### Lame d'eau et débit spécifique
La lame d'eau écoulée dans le bassin est de 297 millimètres, ce qui est légèrement inférieur à la moyenne de la France tous bassins confondus (320 millimètres), et surtout très nettement inférieur à la moyenne du bassin français de la Moselle (445 millimètres à Hauconcourt, en aval de Metz). Son débit spécifique ou Qsp atteint dès lors 9,4 litres par seconde et par kilomètre carré de bassin.